# النهر حيث يرتفع القمر
النهر حيث يرتفع القمر (بالكورية: 달이 뜨는 강)؛ مسلسل تلفزيوني كوري جنوبي، مأخوذ من رواية الأميرة بيونغ جانغ لعام 2010 للمخرج والكاتب تشوي ساغيو، عرض على كي بي إس 2 بعد مسلسل المفتش السري الملكي ابتداءً من 15 فبراير 2021 كل يوم الاثنين والثلاثاء. رشح المسلسل لجوائز إيمي الدولية لعام 2021.

## القصة
قصة حب بين بيونغ جانغ وأون دال، بيونغ غانغ هي أميرة غوغوريو، نشأت كجندي في غوغوريو بمجرد ولادتها، إنها طموحة بما يكفي لتحلم بأن تصبح أول ملكة لغوغوريو، تلتقي برجل اسمه أون دال، وهو رجل نقي محب للسلام يتعارض مع مبادئه من أجل حماية بيونغ جانغ.

## الممثلون
- كيم سوهيون [8]في دور الأميرة بيونغ جانغ.
- نا إن وو في دور أون دال (سابقاً جي سو).
- لي جي هوون في دور جو جيون.
- تشوي يوهوا في دور هاي مو يونغ.
- ريو يوي هيون في دور تارا سان.
- كيم هي جونغ في دور تارا جين.
- بارك سانغ هوون في دور جو وون.
- وانغ بيت نا في دور جين بي.
- يون أه جونغ في دور هونغ ماى.
- كي ايون سي في دور هيو بي.

ظهور خاص :
كانغ ها نيول في دور الجنرال أون هيوب، والد أون دال ورئيس منطقة سونوبو في جوجوريو.

## الإنتاج
في 5 أكتوبر 2020، أفيد أن الممثلة كيم سو هيون قد تم اختيارها لدور البطولة. في 13 أكتوبر 2020 ورد أن الممثل جي سو تلقى عرضًا لدور «اون دال» لكنه لازال يراجع العرض، في 22 أكتوبر 2020 تم التأكيد على أن جي سو سيقوم بدور «اون دال». انضم أَيْضًا كل من الممثل لي جي هوون والممثلة تشوي يوهوا إلى فريق التمثيل، تمت قراءة السيناريو في 23 أكتوبر 2020.
تم عرض فيديو قصير مدته 40 ثانية في حفل توزيع جوائز كي بي إس دراما لعام 2020 في 31 ديسمبر 2020.

## الاستقبال
في 30 مارس 2021 أعلنت KBS أنها باعت حقوق البث في لمنصة VIU وسيكون متاحا في 190 دولة.
كما ان الحلقة الرابعة حققت اعلى نسبة مشاهدة لها بنسبة 10.0% على مستوى البلاد محققة أكثر من 1.7 مليون مشاهدة.

## المشاهدات
| الموسم | الموسم | رقم الحلقة | رقم الحلقة | رقم الحلقة | رقم الحلقة | رقم الحلقة | رقم الحلقة | رقم الحلقة | رقم الحلقة | رقم الحلقة | رقم الحلقة | رقم الحلقة | رقم الحلقة | رقم الحلقة | رقم الحلقة | رقم الحلقة | رقم الحلقة | رقم الحلقة | رقم الحلقة | رقم الحلقة | رقم الحلقة | المتوسط |
| الموسم | الموسم | 1          | 2          | 3          | 4          | 5          | 6          | 7          | 8          | 9          | 10         | 11         | 12         | 13         | 14         | 15         | 16         | 17         | 18         | 19         | 20         | المتوسط |
| ------ | ------ | ---------- | ---------- | ---------- | ---------- | ---------- | ---------- | ---------- | ---------- | ---------- | ---------- | ---------- | ---------- | ---------- | ---------- | ---------- | ---------- | ---------- | ---------- | ---------- | ---------- | ------- |
|        | 1      | 1.716      | 1.742      | 1.629      | 1.747      | 1.618      | 1.496      | 1.509      | 1.448      | 1.486      | 1.513      | 1.491      | 1.415      | 1.563      | 1.443      | 1.305      | 1.459      | 1.321      | 1.480      | 1.488      | 1.320      | 1.509   |

| الحلقة | جزء    | تاريخ البث     | تقييمات (نيلسن كوريا) | تقييمات (نيلسن كوريا) |
| الحلقة | جزء    | تاريخ البث     | على الصعيد الوطني     | سيول                  |
| ------ | ------ | -------------- | --------------------- | --------------------- |
| 1      | 1      | 15 فبراير 2021 | 6.5٪ (16)             | غير متاح              |
| 1      | 2      | 15 فبراير 2021 | 9.4٪ (الخامس)         | 8.8٪ (الثامن)         |
| 2      | 1      | 16 فبراير 2021 | 5.8٪ (16)             | غير متاح              |
| 2      | 2      | 16 فبراير 2021 | 9.7٪ (السابع)         | 8.9٪ (السابع)         |
| 3      | 1      | 22 فبراير 2021 | 6.4٪ (13)             | 6.3٪ (13)             |
| 3      | 2      | 22 فبراير 2021 | 9.2٪ (الخامس)         | 8.4٪ (العاشر)         |
| 4      | 1      | 23 فبراير 2021 | 6.3٪ (14)             | 6.2٪ (13)             |
| 4      | 2      | 23 فبراير 2021 | 10.0٪ (السادس)        | 9.8٪ (الرابع)         |
| 5      | 1      | 1 مارس 2021    | 6.5٪ (18)             | —                     |
| 5      | 2      | 1 مارس 2021    | 8.8٪ (الثامن)         | 7.9٪ (العاشر)         |
| 6      | 1      | 2 مارس 2021    | 6.6٪ (التاسع)         | 6.3٪ (14)             |
| 6      | 2      | 2 مارس 2021    | 9.2٪ (السادس)         | 8.6٪ (السادس)         |
| 7      | 1      | 8 مارس 2021    | 6.7٪ (12)             | 6.3٪ (15)             |
| 7      | 2      | 8 مارس 2021    | 8.7٪ (السادس)         | 8.2٪ (السادس)         |
| 8      | 1      | 9 مارس 2021    | 6.1٪ (14)             | 5.8٪ (15)             |
| 8      | 2      | 9 مارس 2021    | 8.3٪ (السادس)         | 7.3٪ (السادس)         |
| 9      | 1      | 15 مارس 2021   | 6.6٪ (13)             | 6.1٪ (15)             |
| 9      | 2      | 15 مارس 2021   | 8.4٪ (السادس)         | 7.8٪ (السابع)         |
| 10     | 1      | 16 مارس 2021   | 7.2٪ (الثامن)         | 7.0٪ (التاسع)         |
| 10     | 2      | 16 مارس 2021   | 9.1٪ (الخامس)         | 9.0٪ (الرابع)         |
| 11     | 1      | 22 مارس 2021   | 7.3٪ (12)             | 6.6٪ (12)             |
| 11     | 2      | 22 مارس 2021   | 8.7٪ (السادس)         | 7.6٪ (التاسع)         |
| 12     | 1      | 23 مارس 2021   | 6.8٪ (12)             | 6.1٪ (14)             |
| 12     | 2      | 23 مارس 2021   | 8.1٪ (السادس)         | 7.1٪ (الثامن)         |
| 13     | 1      | 29 مارس 2021   | 6.8٪ (12)             | 5.9٪ (18)             |
| 13     | 2      | 29 مارس 2021   | 8.7٪ (الخامس)         | 7.4٪ (التاسع)         |
| 14     | 1      | 30 مارس 2021   | 6.4٪ (13)             | 5.7٪ (13)             |
| 14     | 2      | 30 مارس 2021   | 8.4٪ (الخامس)         | 7.6٪ (الخامس)         |
| 15     | 1      | 5 أبريل 2021   | 6.7٪ (التاسع)         | 6.2٪ (السادس)         |
| 15     | 2      | 5 أبريل 2021   | 7.8٪ (السادس)         | 7.2٪ (10)             |
| 16     | 1      | 6 أبريل 2021   | 6.0٪ (12)             | 5.1٪ (18)             |
| 16     | 2      | 6 أبريل 2021   | 7.8٪ (السادس)         | 6.5٪ (السادس)         |
| 17     | 1      | 12 أبريل 2021  | 6.7٪ (14)             | —                     |
| 17     | 2      | 12 أبريل 2021  | 8.4٪ (السابع)         | 6.7٪ (12)             |
| 18     | 1      | 13 أبريل 2021  | 6.6٪ (11)             | 5.7٪ (13)             |
| 18     | 2      | 13 أبريل 2021  | 8.4٪ (السادس)         | 7.5٪ (السادس)         |
| 19     | 1      | 19 أبريل 2021  | 6.8٪ (10)             | 5.7٪ (15)             |
| 19     | 2      | 19 أبريل 2021  | 8.3٪ (الخامس)         | 6.9٪ (الثامن)         |
| 20     | 1      | 20 أبريل 2021  | 6.8٪ (التاسع)         | 5.6٪ (16)             |
| 20     | 2      | 20 أبريل 2021  | 8.3٪ (السادس)         | 7.3٪ (السادس)         |
| المعدل | المعدل | المعدل         | 7.6%                  | _                     |

## الجوائز والترشيحات
| قائمة الجوائز والترشيحات | قائمة الجوائز والترشيحات  | قائمة الجوائز والترشيحات | قائمة الجوائز والترشيحات | قائمة الجوائز والترشيحات | قائمة الجوائز والترشيحات |
| السنة                    | الجائزة                   | الفئة                    | المستلم                  | النتيجة                  | م.                       |
| ------------------------ | ------------------------- | ------------------------ | ------------------------ | ------------------------ | ------------------------ |
| 2021                     | جوائز بيكسانج ال57 للفنون | أفضل ممثلة (تلفزيون)     | كيم سو هيون              | رُشِّح                      | [ 20 ] [ 21 ]            |
| 2021                     | جوائز بيكسانج ال57 للفنون | أفضل ممثل جديد (تلفزيون) | نا إن-وو                 | رُشِّح                      | [ 20 ] [ 21 ]            |
| 2021                     | جوائز البث الكورية ال 48  | أفضل دراما تلفزيونية     | نهر حيث يرتفع القمر      | فوز                      | [ 22 ]                   |
| 2021                     | جوائز البث الكورية ال 48  | أفضل ممثلة               | كيم سو هيون              | فوز                      | [ 22 ]                   |
| 2021                     | جوائز البث الكورية ال 48  | جائزة الشعبية - ممثل     | كيم سو هيون              | فوز                      | [ 23 ]                   |
| 2021                     | جوائز البث الكورية ال 48  | جائزة الشعبية - ممثل     | نا إن-وو                 | رُشِّح                      | [ 23 ]                   |

## جدال
في 3 مارس انتشرت شائعات عنف مدرسي حول الممثل جي سو على الإنترنت. من خلال خطاب مكتوب بخط اليد، اعترف جي سو بشائعات والاتهامات الموجهة ضده واعتذر لأولئك الذين تضرروا من أفعاله السابقة.
في اليوم التالي أعلنت قناة كي بي إس عن توقيف التصوير مؤقتًا للمسلسل في ضوء الجدال المستمر. في 5 مارس أعلنت قناة كي بي إس عن طرد الممثل جي سو من فريق التمثيل.  في نفس اليوم ايضاً أعلنت كي بي إس عن إنضمام الممثل نا إين وو كبديل له، إبتدا من الحلقة التاسعة.

## البث الدولي
سيتم بث المسلسل أيضًا حصريًا على منصة Viu. وهي خدمة فيديو عالمية تابعة لي شركة فيو الدولية المحدودة، سيتم عرض مسلسل حصريًا على المنصة في نفس اليوم الذي يتم بثه في كوريا.
| المنطقة | الشبكة (s) / المحطة (s) | العرض الأول                          | عنوان    |
| ------- | ----------------------- | ------------------------------------ | -------- |
| تايوان  | LINE TV                 | 16 فبراير2021 – (الثلاثاء والاربعاء) | 月升之江 |
| تايوان  | iQIYI                   |                                      | 月升之江 |

## في الثقافة الشعبية
- أون دال (온달، 溫 達،؟ -590)، يشار إليه عادة من قبل الكوريين باسم «أوندال الأحمق» (بابو أوندال)، كان جنرالًا في جوجوريو، إحدى ممالك كوريا الثلاث، تقول الأسطورة أن خصره كان منحنيًا وكان وجهه قبيحًا، لكنه طيب القلب، كانت عائلته فقيرة جدًا، لذلك كان دائمًا يتوسل لأمه، على الرغم من بساطته، أصبح جنرالًا رائعًا وشجاعًا، رغم انه نشأ من عائلة عادية، وتزوج لاحقًا من الأميرة بيونج جانج، ابنة الملك بيونغ وون ملك جوجوريو، والتي كانت تعتبر قصة استثنائية لرجل من الطبقة المتدنية تزوج امرأة ملكية، بعد ذلك أصبح جنرالاً يخدم بلاده، توفي عام 590 في قلعة أتشسانسونغ خلال معركة ضد جيش شلا.[32]

- الأميرة بيونغ جانغ هي ابنة الملك بيونغ وون ملك غوغوريو، وزوجة اون دال.[33]

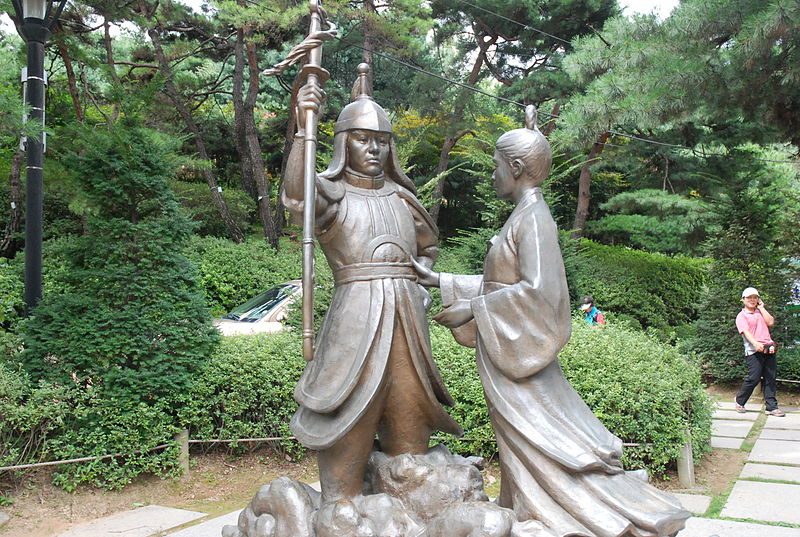
تمثال للأوندال والأميرة بيونغ جانغ عند مدخل جبل آشا

## روابط خارجية
- النهر حيث يرتفع القمر على موقع IMDb (الإنجليزية)
- النهر حيث يرتفع القمر على موقع كينوبويسك (الروسية)
- النهر حيث يرتفع القمر على موقع قاعدة بيانات الفيلم (الإنجليزية)
- النهر حيث يرتفع القمر على هانسينما